# Клермон-ле-Фор
Клермо́н-ле-Фор (фр. Clermont-le-Fort, окс. Clarmont) — коммуна во Франции, находится в регионе Юг — Пиренеи. Департамент — Верхняя Гаронна. Входит в состав кантона Кастане-Толозан. Округ коммуны — Тулуза.
Код INSEE коммуны — 31148.

## География

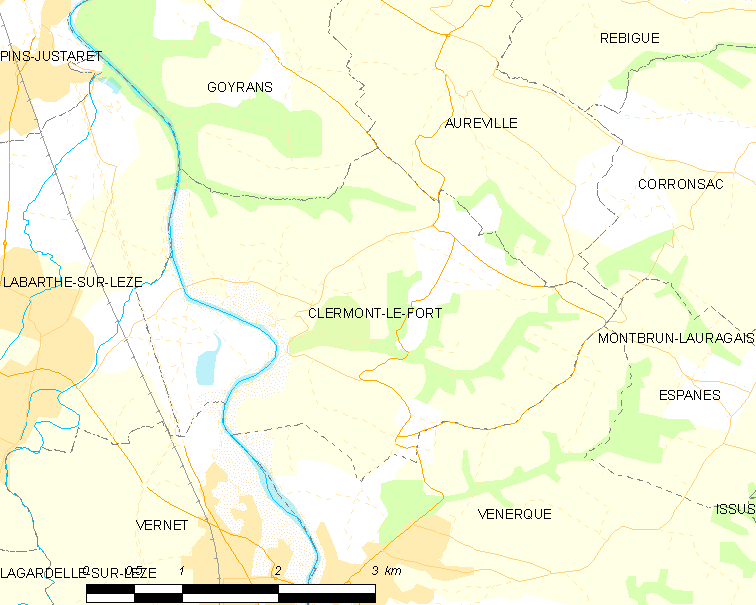
Карта коммуны

Коммуна расположена приблизительно в 610 км к югу от Парижа, в 17 км к югу от Тулузы.
На западе коммуны протекает река Арьеж.

## Климат
Климат умеренно-океанический. Зима мягкая и снежная, весна характеризуется сильными дождями и грозами, лето сухое и жаркое, осень солнечная. Преобладают сильные юго-восточные и северо-западные ветры.

## Население
Население коммуны на 2010 год составляло 532 человека.
| 1962 | 1968 | 1975 | 1982 | 1990 | 1999 | 2010 |
| ---- | ---- | ---- | ---- | ---- | ---- | ---- |
| 243  | 242  | 250  | 308  | 359  | 463  | 532  |

## Администрация
| Период | Период | Фамилия          | Партия | Примечания |
| ------ | ------ | ---------------- | ------ | ---------- |
| 1983   | 1991   | Франсис Аргуз    |        |            |
| 1991   | 2001   | Клод Брюстель    |        |            |
| 2001   | 2008   | Серж Аттали      |        |            |
| 2008   | 2014   | Даниэль Заншетта |        |            |
| 2014   | 2020   | Элизабет Барраль |        |            |

## Экономика
В 2010 году среди 344 человек трудоспособного возраста (15—64 лет) 247 были экономически активными, 97 — неактивными (показатель активности — 71,8 %, в 1999 году было 74,6 %). Из 247 активных жителей работали 238 человек (130 мужчин и 108 женщин), безработных было 9 (5 мужчин и 4 женщины). Среди 97 неактивных 37 человек были учениками или студентами, 19 — пенсионерами, 41 были неактивными по другим причинам.

## Достопримечательности
- Церковь Св. Петра
- Ораторий Нотр-Дам
- Укреплённые ворота (XIV век). Исторический памятник с 1926 года[4]
- Железный монументальный крест перед городскими воротами (XV век). Исторический памятник с 1928 года[5]

## Фотогалерея

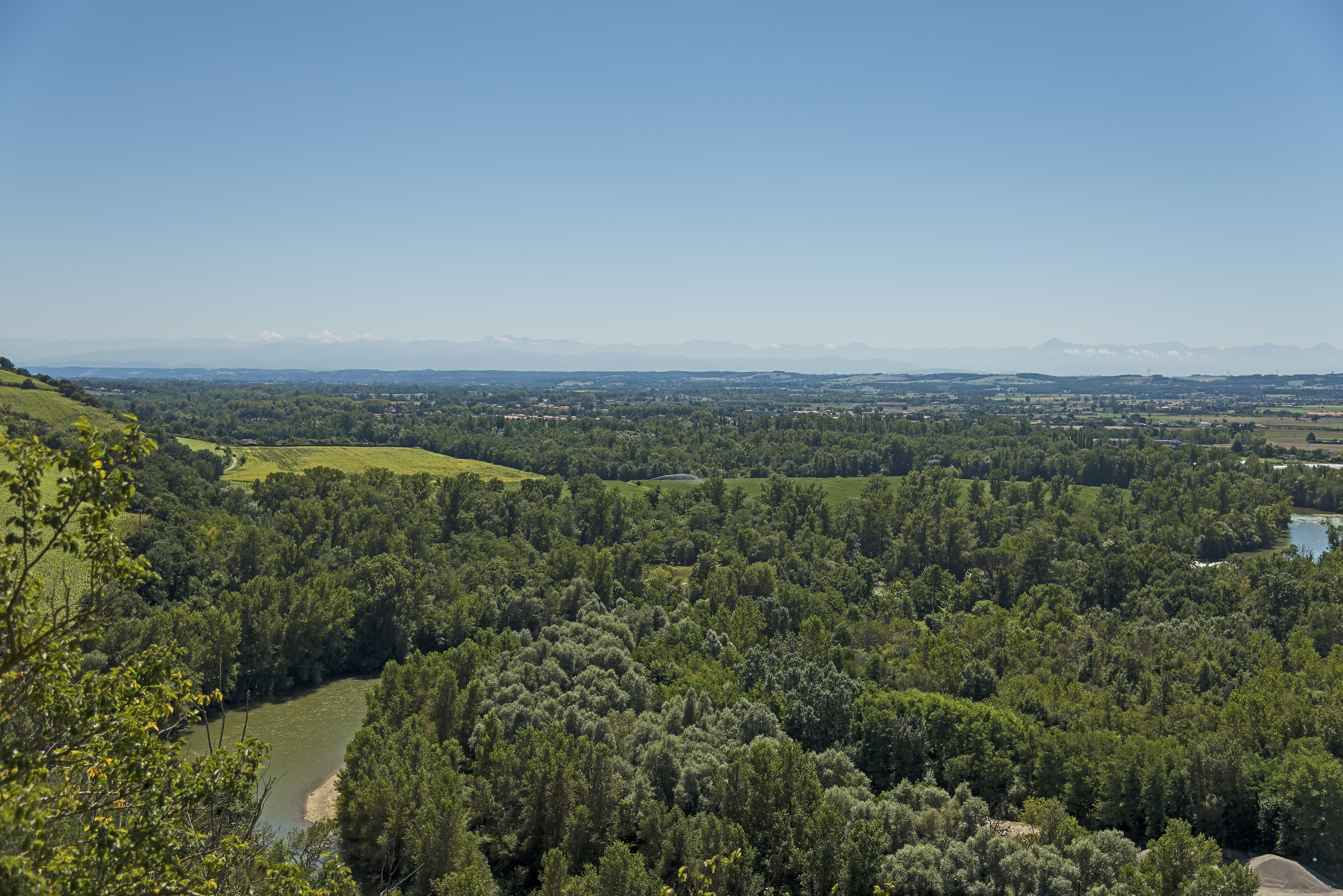
Клермон-ле-Фор
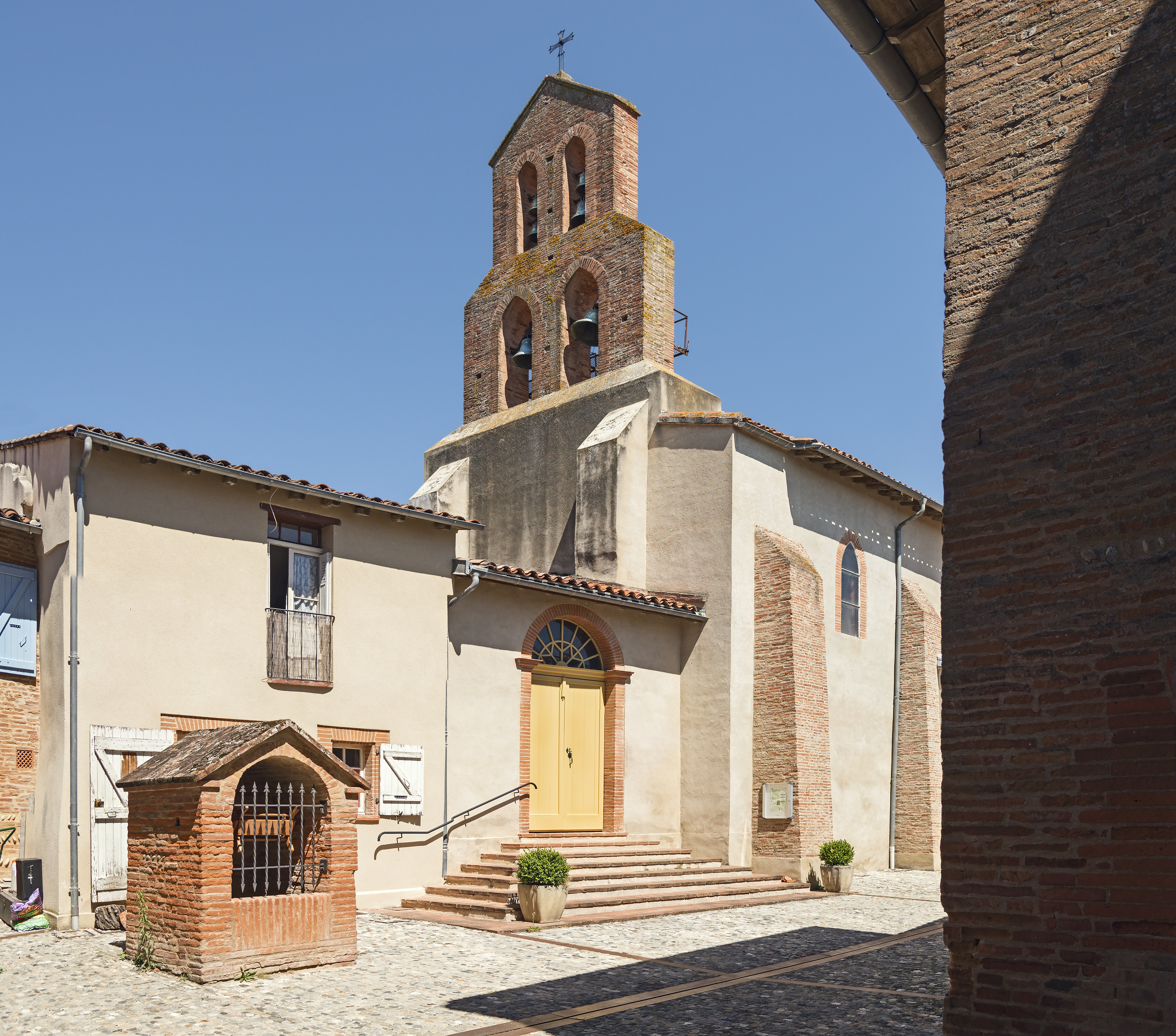
Церковь Св. Петра
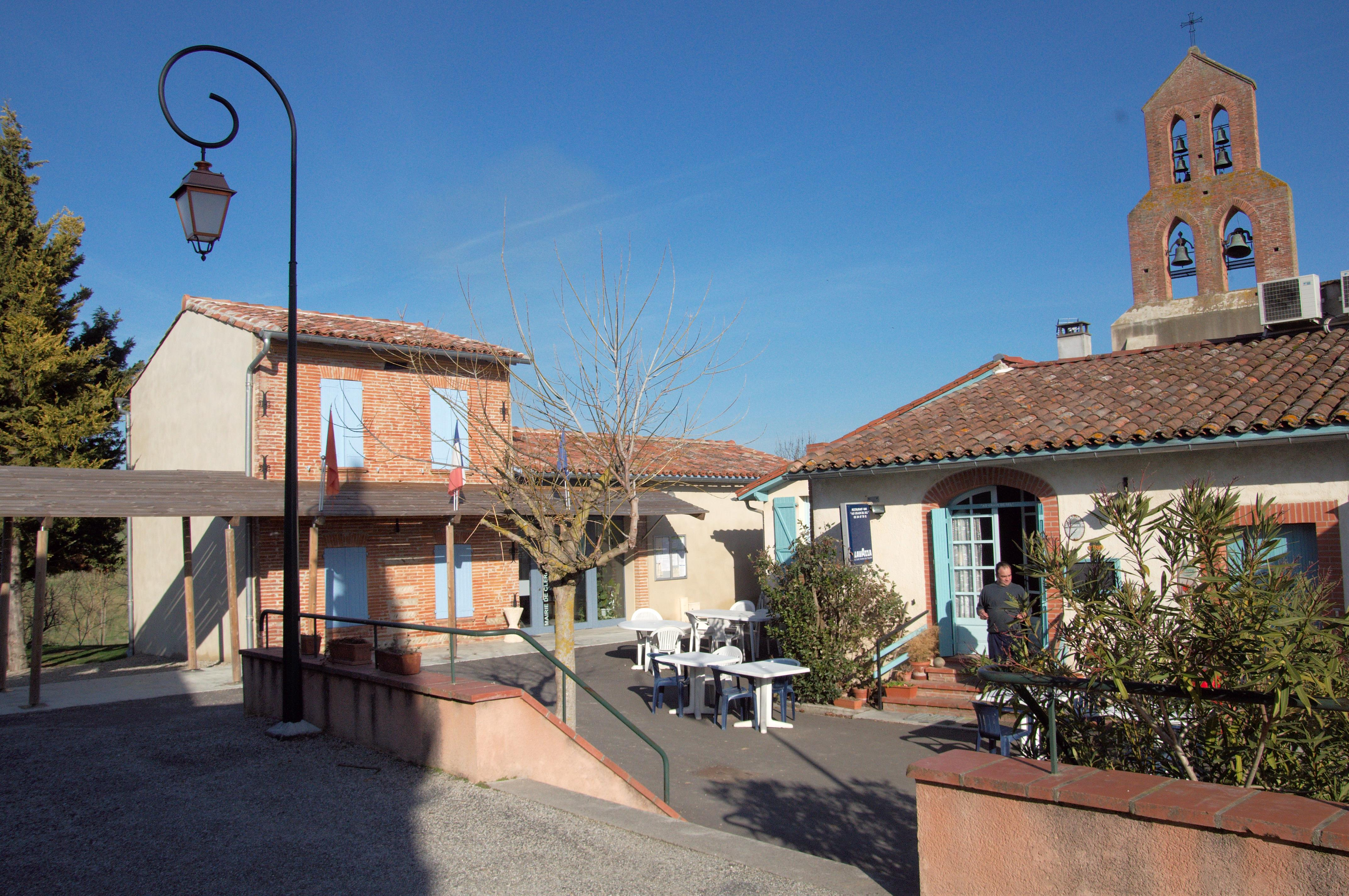
Мэрия
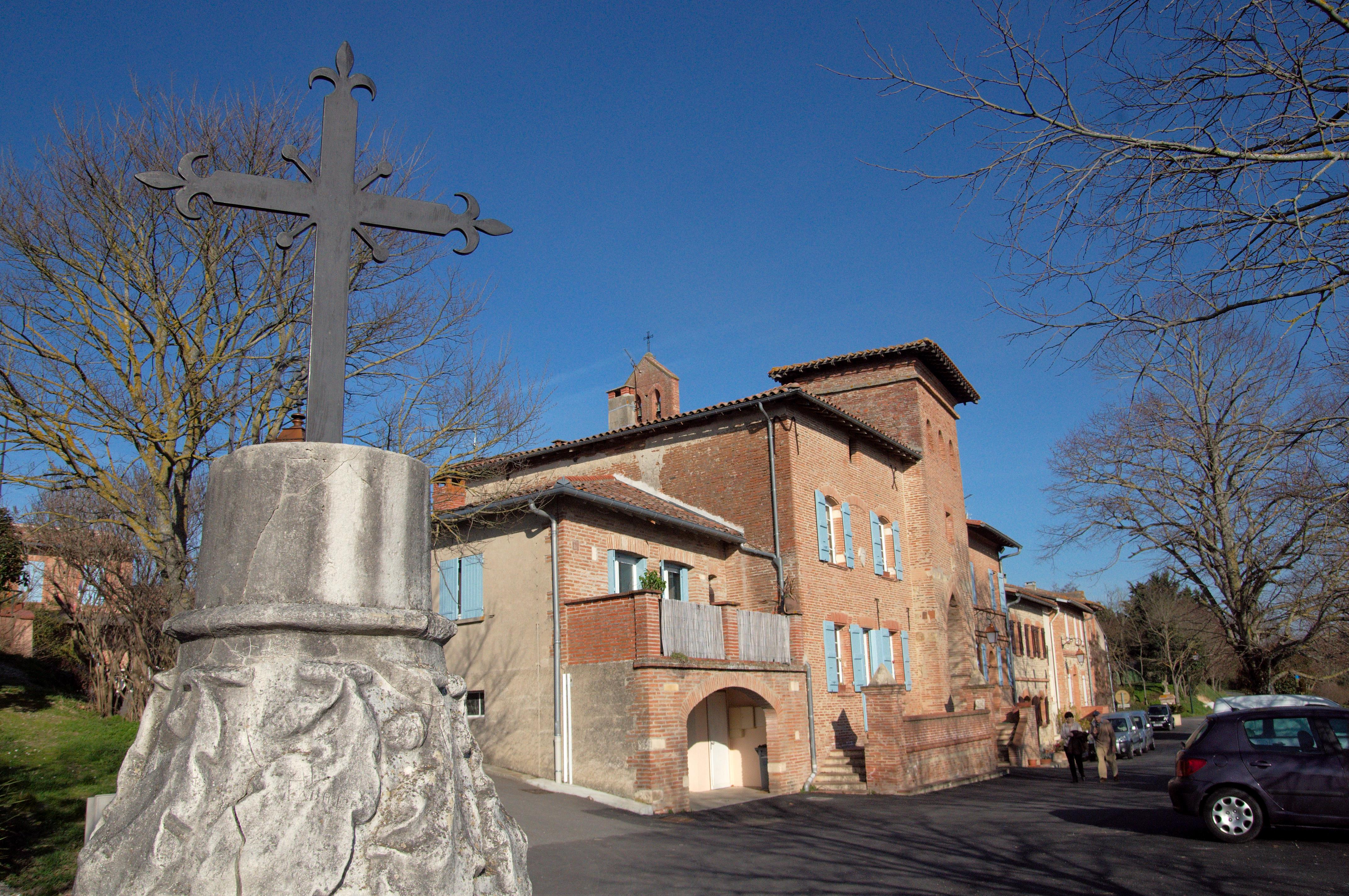
Монументальный крест
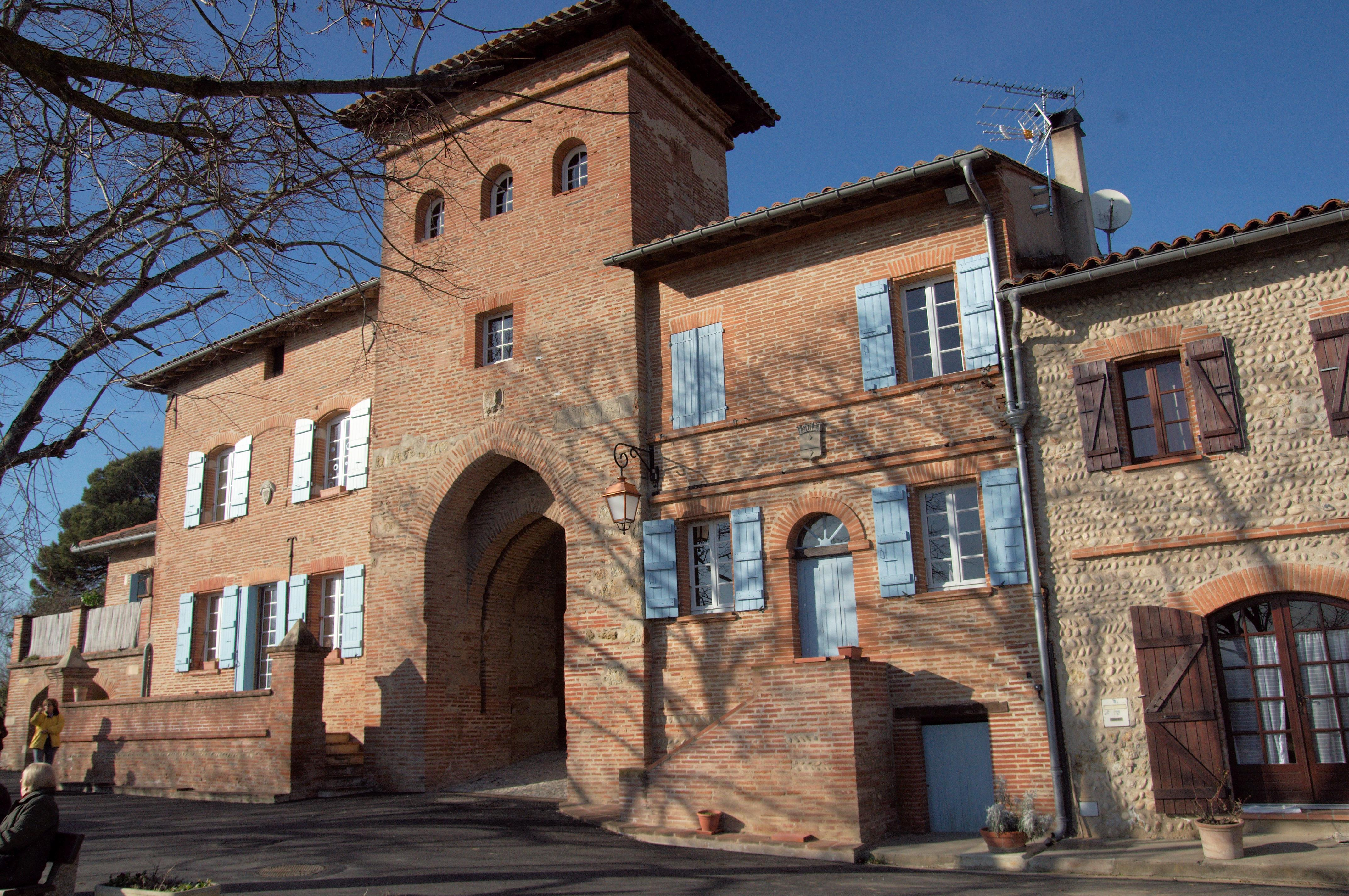
Укреплённые ворота
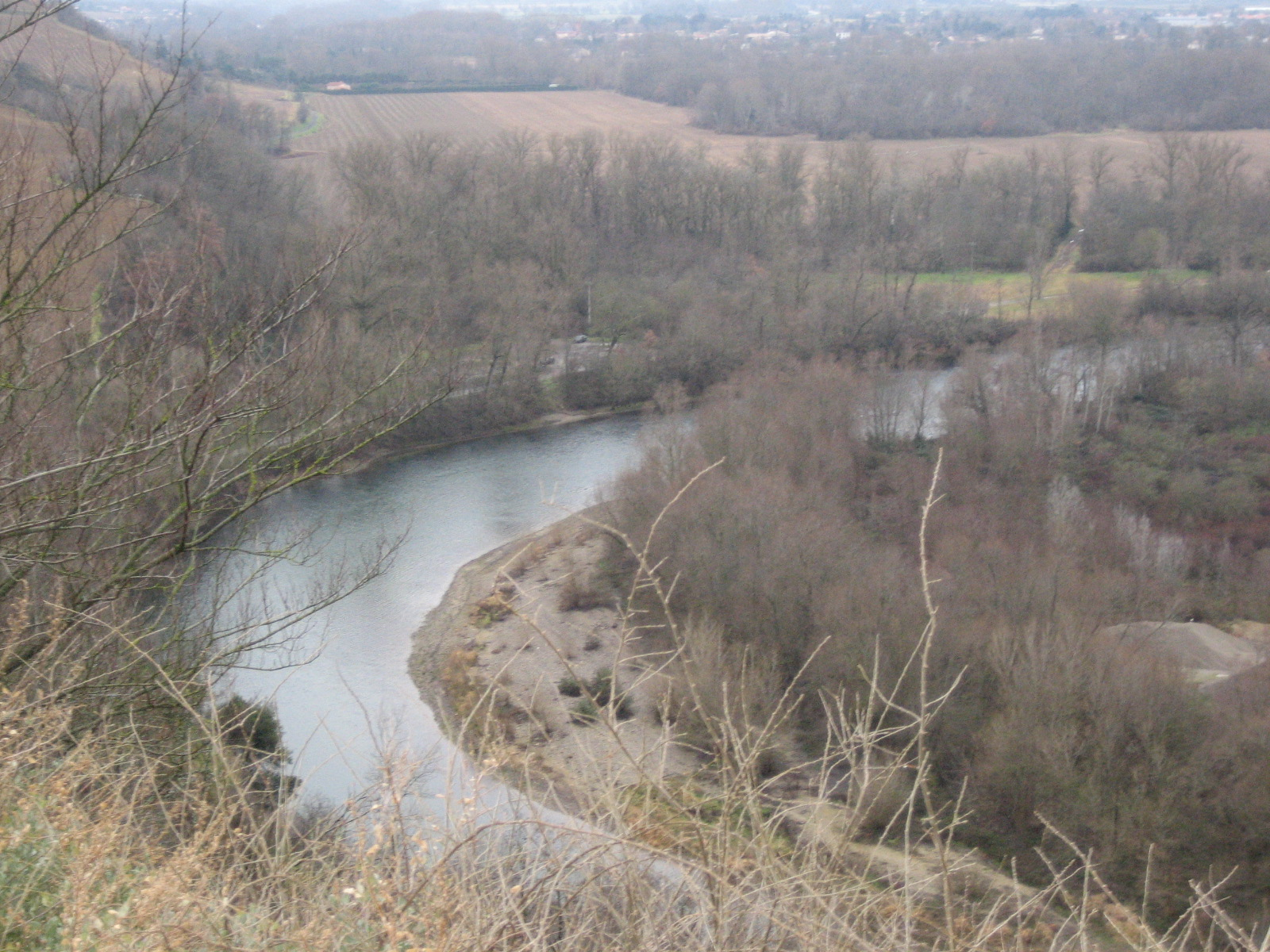
Река Арьеж